# Derbi navarro-aragonés
El derbi navarro-aragonés es el partido de fútbol entre el Real Zaragoza y el Club Atlético Osasuna, los principales equipos de las ciudades de Zaragoza y Pamplona, capitales de Aragón y Navarra. 

## Historia
La relación entre los dos equipos de fútbol de las ciudades de Pamplona y Zaragoza son viejas y han sido durante muchos años de cordialidad, haciendo del clásico navarro-aragonés un partido siempre especial para las dos aficiones.
La buena relación entre los equipos principales de estas ciudades ha hecho que los vecinos fueran encargados de la inauguración de los estadios del otro. Así fue desde que Osasuna fuese el invitado en la inauguración del estadio de Torrero, jugando el 7 de octubre de 1923 contra el Iberia, propietario del campo por esos tiempos y predecesor del Real Zaragoza. Sería ya con esta denominación cuando el Real Zaragoza inauguraría su nuevo estadio de la Romareda el 8 de septiembre de 1957, también en un partido contra el Club Atlético Osasuna. Años después, el 2 de septiembre de 1967 el Real Zaragoza visitaba el estadio El Sadar para inaugurarlo jugando el Torneo Ciudad de Pamplona contra el Vitoria de Setúbal
La rivalidad entre las dos aficiones comienza el 4 de octubre de 1987 en un partido en el estadio de la Romareda que ganó el Real Zaragoza por 1-0. Como era normal en la década de 1980 hasta 7.000 aficionados rojillos viajaron hacia la capital del Ebro para ver a su equipo aprovechando el hecho de que las dos ciudades se encuentran bastante cercanas. En mitad del partido un objeto cayó desde la grada a donde se encontraban los ultras zaragocistas impactando contra Roberto, portero del Osasuna, haciendo que la policía comenzara a cargar contra los aficionados osasunistas por las protestas. Este incidente junto al nacimiento el año anterior (1986) del Ligallo Fondo Norte, ultras del Real Zaragoza de ideología principalmente de ultraderecha y ese mismo año en el siguiente partido de liga (1987) de Indar Gorri, de ideología extrema izquierda y abertzale, han hecho que las relaciones se hayan vuelto todavía peores en las últimas décadas.
En la actualidad, aunque las peñas y las directivas de los dos equipos intentan recuperar las relaciones de amistad de antiguamente, la rivalidad continúa siendo bastante grande y el partido es declarado de alto riesgo todos los años.

## Partidos oficiales
Aunque los dos equipos se han enfrentado en numerosas ocasiones, en esta tabla se encuentran solo los partidos oficiales entre los dos clubes. En cada caso aparece la denominación oficial del equipo en el momento en el que se disputó el encuentro. En negrita el ganador del partido si hay:
| Local            | Visitante        | Resultado | Lugar                    | Fecha                    | Competición                |
| CA Osasuna       | Zaragoza FC      | 0 - 5     | Estadio de San Juan      | 23 de diciembre de 1934  | Segunda división 1934/35   |
| Zaragoza FC      | CA Osasuna       | 2 - 1     | Estadio de Torrero       | 10 de febrero de 1935    | Segunda división 1934/35   |
| Zaragoza FC      | CA Osasuna       | 1 - 3     | Estadio de Torrero       | 2 de junio de 1935       | Copa de la República 1935  |
| CA Osasuna       | Zaragoza FC      | 4 - 1     | Estadio de San Juan      | 9 de junio de 1935       | Copa de la República 1935  |
| CA Osasuna       | Zaragoza FC      | 0 - 1     | Estadio de San Juan      | 14 de mayo de 1939       | Copa del Generalísimo 1939 |
| Zaragoza FC      | CA Osasuna       | 3 - 1     | Estadio de Torrero       | 21 de mayo de 1939       | Copa del Generalísimo 1939 |
| CA Osasuna       | Zaragoza CF      | 0 - 0     | Estadio de San Juan      | 26 de octubre de 1941    | Segunda división 1941/42   |
| Zaragoza CF      | CA Osasuna       | 2 - 1     | Estadio de Torrero       | 14 de diciembre de 1941  | Segunda división 1941/42   |
| CA Osasuna       | Zaragoza FC      | 1 - 1     | Estadio de San Juan      | 26 de abril de 1942      | Copa del Generalísimo 1942 |
| Zaragoza FC      | CA Osasuna       | 0 - 0     | Estadio de Torrero       | 3 de mayo de 1942        | Copa del Generalísimo 1942 |
| CA Osasuna       | Zaragoza FC      | 2 - 4     | San Mamés                | 5 de mayo de 1942        | Copa del Generalísimo 1942 |
| Zaragoza CF      | CA Osasuna       | 4 - 0     | Estadio de Torrero       | 5 de diciembre de 1943   | Segunda división 1943/44   |
| CA Osasuna       | Zaragoza CF      | 1 - 1     | Estadio de San Juan      | 19 de marzo de 1944      | Segunda división 1943/44   |
| Zaragoza CF      | CA Osasuna       | 2 - 0     | Estadio de Torrero       | 28 de marzo de 1948      | Tercera división 1947/48   |
| CA Osasuna       | Zaragoza CF      | 2 - 0     | Estadio de San Juan      | 7 de diciembre de 1947   | Tercera división 1947/48   |
| Zaragoza CF      | CA Osasuna       | 4 - 3     | Estadio de Torrero       | 25 de septiembre de 1949 | Segunda división 1949/50   |
| CA Osasuna       | Zaragoza CF      | 1 - 0     | Estadio de San Juan      | 22 de enero de 1950      | Segunda división 1949/50   |
| CA Osasuna       | Zaragoza CF      | 1 - 2     | Estadio de San Juan      | 3 de diciembre de 1950   | Segunda división 1950/51   |
| Zaragoza CF      | CA Osasuna       | 4 - 2     | Estadio de Torrero       | 8 de abril de 1951       | Segunda división 1950/51   |
| CA Osasuna       | Real Zaragoza CD | 3 - 1     | Estadio de San Juan      | 24 de octubre de 1954    | Segunda división 1954/55   |
| Real Zaragoza CD | CA Osasuna       | 2 - 1     | Estadio de Torrero       | 6 de febrero de 1955     | Segunda división 1954/55   |
| Real Zaragoza CD | CA Osasuna       | 1 - 0     | Estadio de Torrero       | 23 de octubre de 1955    | Segunda división 1955/56   |
| CA Osasuna       | Real Zaragoza CD | 2 - 0     | Estadio de San Juan      | 26 de febrero de 1956    | Segunda división 1955/56   |
| Real Zaragoza CD | CA Osasuna       | 0 - 2     | Estadio de Torrero       | 7 de octubre de 1956     | Primera división 1956/57   |
| CA Osasuna       | Real Zaragoza CD | 2 - 0     | Estadio de San Juan      | 27 de enero de 1957      | Primera división 1956/57   |
| Real Zaragoza CD | CA Osasuna       | 2 - 0     | Estadio de la Romareda   | 10 de noviembre de 1957  | Primera división 1957/58   |
| CA Osasuna       | Real Zaragoza CD | 1 - 1     | Estadio de San Juan      | 16 de marzo de 1958      | Primera división 1957/58   |
| Real Zaragoza CD | CA Osasuna       | 2 - 1     | Estadio de la Romareda   | 9 de noviembre de 1958   | Primera división 1958/59   |
| CA Osasuna       | Real Zaragoza CD | 3 - 0     | Estadio de San Juan      | 8 de marzo de 1959       | Primera división 1958/59   |
| Real Zaragoza CD | CA Osasuna       | 1 - 1     | Estadio de la Romareda   | 29 de noviembre de 1959  | Primera división 1959/60   |
| CA Osasuna       | Real Zaragoza CD | 2 - 3     | Estadio de San Juan      | 20 de marzo de 1960      | Primera división 1959/60   |
| Real Zaragoza CD | CA Osasuna       | 6 - 3     | Estadio de la Romareda   | 5 de noviembre de 1961   | Primera división 1961/62   |
| CA Osasuna       | Real Zaragoza CD | 5 - 1     | Estadio de San Juan      | 11 de marzo de 1962      | Primera división 1961/62   |
| CA Osasuna       | Real Zaragoza CD | 1 - 2     | Estadio de San Juan      | 28 de octubre de 1962    | Primera división 1962/63   |
| Real Zaragoza CD | CA Osasuna       | 3 - 0     | Estadio de la Romareda   | 24 de febrero de 1963    | Primera división 1962/62   |
| CA Osasuna       | Real Zaragoza CD | 3 - 1     | Estadio El Sadar         | 12 de febrero de 1978    | Segunda división 1977/78   |
| Real Zaragoza CD | CA Osasuna       | 1 - 0     | Estadio de la Romareda   | 9 de octubre de 1977     | Segunda división 1977/78   |
| CA Osasuna       | Real Zaragoza CD | 1 - 0     | Estadio El Sadar         | 19 de octubre de 1980    | Primera división 1980/81   |
| Real Zaragoza CD | CA Osasuna       | 3 - 1     | Estadio de la Romareda   | 15 de febrero de 1981    | Primera división 1980/81   |
| Real Zaragoza CD | CA Osasuna       | 1 - 1     | Estadio de la Romareda   | 4 de octubre de 1981     | Primera división 1981/82   |
| CA Osasuna       | Real Zaragoza CD | 1 - 0     | Estadio El Sadar         | 17 de enero de 1982      | Primera división 1981/82   |
| Real Zaragoza CD | CA Osasuna       | 4 - 0     | Estadio de la Romareda   | 17 de octubre de 1982    | Primera división 1982/83   |
| CA Osasuna       | Real Zaragoza CD | 1 - 2     | Estadio El Sadar         | 9 de febrero de 1983     | Primera división 1982/83   |
| Real Zaragoza CD | CA Osasuna       | 2 - 0     | Estadio de la Romareda   | 1 de enero de 1984       | Primera división 1983/84   |
| CA Osasuna       | Real Zaragoza CD | 1 - 4     | Estadio El Sadar         | 29 de abril de 1984      | Primera división 1983/84   |
| CA Osasuna       | Real Zaragoza CD | 0 - 1     | Estadio El Sadar         | 18 de noviembre de 1984  | Primera división 1984/85   |
| Real Zaragoza CD | CA Osasuna       | 1 - 2     | Estadio de la Romareda   | 10 de marzo de 1985      | Primera división 1984/85   |
| CA Osasuna       | Real Zaragoza CD | 2 - 1     | Estadio El Sadar         | 8 de diciembre de 1985   | Primera división 1985/86   |
| Real Zaragoza CD | CA Osasuna       | 1 - 1     | Estadio de la Romareda   | 6 de abril de 1986       | Primera división 1985/86   |
| Real Zaragoza CD | CA Osasuna       | 1 - 0     | Estadio de la Romareda   | 2 de noviembre de 1986   | Primera división 1986/87   |
| CA Osasuna       | Real Zaragoza CD | 1 - 0     | Estadio El Sadar         | 1 de marzo de 1987       | Primera división 1986/87   |
| Real Zaragoza CD | CA Osasuna       | 1 - 0     | Estadio de la Romareda   | 4 de octubre de 1987     | Primera división 1987/88   |
| CA Osasuna       | Real Zaragoza CD | 4 - 1     | Estadio El Sadar         | 28 de febrero de 1988    | Primera división 1987/88   |
| CA Osasuna       | Real Zaragoza CD | 3 - 0     | Estadio El Sadar         | 11 de septiembre de 1988 | Primera división 1988/89   |
| Real Zaragoza CD | CA Osasuna       | 0 - 1     | Estadio de la Romareda   | 12 de febrero de 1989    | Primera división 1988/89   |
| CA Osasuna       | Real Zaragoza CD | 2 - 0     | Estadio El Sadar         | 10 de diciembre de 1989  | Primera división 1989/90   |
| Real Zaragoza CD | CA Osasuna       | 1 - 0     | Estadio de la Romareda   | 15 de abril de 1990      | Primera división 1989/90   |
| CA Osasuna       | Real Zaragoza CD | 1 - 0     | Estadio El Sadar         | 18 de noviembre de 1990  | Primera división 1990/91   |
| Real Zaragoza CD | CA Osasuna       | 0 - 0     | Estadio de la Romareda   | 14 de abril de 1991      | Primera división 1990/91   |
| Real Zaragoza CD | CA Osasuna       | 2 - 0     | Estadio de la Romareda   | 20 de octubre de 1991    | Primera división 1991/92   |
| CA Osasuna       | Real Zaragoza CD | 1 - 0     | Estadio El Sadar         | 8 de marzo de 1992       | Primera división 1991/92   |
| Real Zaragoza CD | CA Osasuna       | 3 - 2     | Estadio de la Romareda   | 18 de octubre de 1992    | Primera división 1992/93   |
| CA Osasuna       | Real Zaragoza CD | 1 - 0     | Estadio El Sadar         | 14 de marzo de 1993      | Primera división 1992/93   |
| Real Zaragoza CD | CA Osasuna       | 2 - 1     | Estadio de la Romareda   | 6 de octubre de 1993     | Primera división 1993/94   |
| Real Zaragoza CD | CA Osasuna       | 1 - 0     | Estadio de la Romareda   | 1 de diciembre de 1993   | Copa del Rey 1993/94       |
| CA Osasuna       | Real Zaragoza CD | 1 - 1     | Estadio El Sadar         | 15 de diciembre de 1993  | Copa del Rey 1993/94       |
| CA Osasuna       | Real Zaragoza CD | 0 - 0     | Estadio El Sadar         | 23 de febrero de 1994    | Primera división 1993/94   |
| Real Zaragoza    | CA Osasuna       | 4 - 2     | Estadio de la Romareda   | 14 de enero de 2001      | Primera división 2000/01   |
| CA Osasuna       | Real Zaragoza    | 1 - 0     | Estadio El Sadar         | 10 de junio de 2001      | Primera división 2000/01   |
| Real Zaragoza    | CA Osasuna       | 0 - 1     | Estadio de la Romareda   | 23 de septiembre de 2001 | Primera división 2001/02   |
| CA Osasuna       | Real Zaragoza    | 0 - 0     | Estadio El Sadar         | 3 de febrero de 2002     | Primera división 2001/02   |
| CA Osasuna       | Real Zaragoza    | 0 - 1     | Estadio El Sadar         | 21 de diciembre de 2003  | Primera división 2003/04   |
| Real Zaragoza    | CA Osasuna       | 1 - 0     | Estadio de la Romareda   | 9 de mayo de 2004        | Primera división 2003/04   |
| CA Osasuna       | Real Zaragoza    | 2 - 2     | Estadio El Sadar         | 12 de diciembre de 2004  | Primera división 2004/05   |
| Real Zaragoza    | CA Osasuna       | 5 - 1     | Estadio de la Romareda   | 1 de mayo de 2005        | Primera división 2004/05   |
| Real Zaragoza    | CA Osasuna       | 3 - 1     | Estadio de la Romareda   | 21 de septiembre de 2005 | Primera división 2005/06   |
| CA Osasuna       | Real Zaragoza    | 1 - 1     | Estadio El Sadar         | 11 de febrero de 2006    | Primera división 2005/06   |
| Real Zaragoza    | CA Osasuna       | 1 - 2     | Estadio de la Romareda   | 3 de diciembre de 2006   | Primera división 2006/07   |
| CA Osasuna       | Real Zaragoza    | 2 - 2     | Estadio Reyno de Navarra | 29 de abril de 2007      | Primera división 2006/07   |
| Real Zaragoza    | CA Osasuna       | 2 - 1     | Estadio de la Romareda   | 23 de septiembre de 2007 | Primera división 2007/08   |
| CA Osasuna       | Real Zaragoza    | 1 - 0     | Estadio Reyno de Navarra | 10 de febrero de 2008    | Primera división 2007/08   |
| Real Zaragoza    | CA Osasuna       | 0 - 1     | Estadio de la Romareda   | 29 de noviembre de 2009  | Primera división 2009/10   |
| CA Osasuna       | Real Zaragoza    | 2 - 0     | Estadio Reyno de Navarra | 11 de abril de 2010      | Primera división 2009/10   |
| CA Osasuna       | Real Zaragoza    | 0 - 0     | Estadio Reyno de Navarra | 19 de diciembre de 2010  | Primera división 2010/11   |
| Real Zaragoza    | CA Osasuna       | 1 - 3     | Estadio de la Romareda   | 8 de mayo de 2011        | Primera división 2010/11   |
| CA Osasuna       | Real Zaragoza    | 3 - 0     | Estadio El Sadar         | 23 de octubre de 2011    | Primera división 2011/12   |
| Real Zaragoza    | CA Osasuna       | 1 - 1     | Estadio de la Romareda   | 17 de marzo de 2012      | Primera división 2011/12   |
| Real Zaragoza    | CA Osasuna       | 3 - 1     | Estadio de la Romareda   | 22 de septiembre de 2012 | Primera división 2012/13   |
| CA Osasuna       | Real Zaragoza    | 1 - 0     | Estadio El Sadar         | 16 de febrero de 2013    | Primera división 2012/13   |
| Real Zaragoza    | CA Osasuna       | 1 - 1     | Estadio de la Romareda   | 30 de agosto de 2014     | Segunda división 2014/15   |
| CA Osasuna       | Real Zaragoza    | 0 - 1     | Estadio El Sadar         | 10 de febrero de 2015    | Segunda división 2014/15   |
| Real Zaragoza    | CA Osasuna       | 0 - 1     | Estadio de la Romareda   | 20 de septiembre de 2015 | Segunda división 2015/16   |
| CA Osasuna       | Real Zaragoza    | 1 - 1     | Estadio El Sadar         | 21 de febrero de 2016    | Segunda división 2015/16   |
| Real Zaragoza    | CA Osasuna       | 1 - 1     | Estadio de la Romareda   | 15 de octubre de 2017    | Segunda División 2017-18   |
| CA Osasuna       | Real Zaragoza    | 1 - 2     | Estadio El Sadar         | 17 de marzo de 2018      | Segunda División 2017-18   |
| Real Zaragoza    | CA Osasuna       | 1 - 1     | Estadio de la Romareda   | 8 de octubre de 2018     | Segunda División 2018-19   |
| CA Osasuna       | Real Zaragoza    | 1 - 0     | Estadio El Sadar         | 23 de febrero de 2019    | Segunda División 2018-19   |

## Estadísticas
Las estadísticas de los partidos oficiales jugados hasta la actualidad son las siguientes:
| Equipo        | Jugados | 1ª | 2ª | 3ª | Copa | Ganados | Empatados | Perdidos | Goles a favor | Goles en contra |
| Real Zaragoza | 97      | 62 | 24 | 2  | 9    | 42      | 21        | 35       | 128           | 122             |
| CA Osasuna    | 97      | 62 | 24 | 2  | 9    | 35      | 21        | 41       | 122           | 128             |